# Juricomptabilité
La juricomptabilité (néologisme d'origine québécoise créé dans les années 1980, correspondant à forensic accounting pour les anglophones) est une discipline juridique récemment apparue en Amérique du Nord, consacrée à la recherche de fraude, crimes commerciaux  ou d’autres comportements illégaux ou contraires à l'éthique liés à l'écriture comptable ou à la gestion des comptes dans les bilans comptables ou « états financiers », documents fiscaux, etc. 
Le comptable (selon le code de sa profession) audite des états financiers en y recherchant d'éventuelles erreurs ou incohérences, mais sans spécifiquement rechercher les fraudes qu'il pourrait cacher, éventuellement déguisées en « optimisation fiscale ».
C'est un métier qui tend à se développer notamment aux États-Unis dans le sillage de la crise financière, y compris dans les quatre groupes leaders en matière d'audit financier (EY, PwC, Deloitte et KPMG, dits  Big Four ou Fat Four (littéralement, les « quatre gros ») car étant les quatre plus grands groupes d'audit financier au niveau mondial. Ils occuperaient en 2012 environ 35 % du marché de la juricomptabilité, mais la plupart des juricomptables sont employés par des agences de dix personnes ou moins .
Dans le monde anglophone, la notion de forensic évoque que le travail du consultant en juricomptabilité doit être d'un niveau « convenable pour une utilisation dans une cour de justice », ce pourquoi un corpus important de normes a été associé à cette profession en Amérique du Nord. 
Cette référence à la place (forum) judiciaire explique qu'on compare la juricomptabilité à l'expertise comptable judiciaire de droit français.

## Fonctions
Le juricomptable peut être appelé préventivement pour aider son client à limiter le risque de fraudes et litiges existants (ou anticipés); il peut par exemple imposer des procédures plus transparentes ou recommander d'éviter de confier toutes les questions financières à un seul et même associé. 
Il peut aussi être appelé dans un grand nombre de situations de suspicion de fraude ou pour l'étude d'une fraude avérée, par exemple de la part d'une entreprise envers un tiers, d'associé en affaires au sein d'une même entreprise, d'un comptable malhonnête dans une entreprise, un organisme de charité, une ONG, une structure de coopération décentralisée, etc. Il peut encore s'agir de blanchiment d'argent ou encore de prouver une faillite frauduleuse, une banqueroute ou tout autre type de fraude commise par un commerçant ou artisan envers son client ou fournisseur. Il peut s'agir d'aider une personne divorcée qui ne touche pas la pension due alors que le conjoint pourrait matériellement la verser. Il peut s'agir d'argent détourné par une tutelle gérant les fonds d'un enfant mineur, d'un handicapé mental, d'une personne âgée, etc..
La fraude peut être réalisée par un ou plusieurs comptables, seuls et pour eux-mêmes, ou sous la pression d'un supérieur ou d'un tiers. 
Il peut enfin aussi être appelé pour confirmer ou prouver une innocence en cas d'allégations de fraude, ou pour rechercher d'éventuelles responsabilités cachées preuves de collusion avec des tiers (par exemple, des fournisseurs) ?
La découverte d'une fraude est celle d'une perte financière mais elle peut aussi être source d'une dégradation d'image pour l'entité concernée. L'information sur la fraude peut parfois aussi « avoir pour effet d’accroître le soutien à l’organisation (en suscitant l’empathie) ».
Le juricomptable peut préparer ou épauler le travail de la justice en lui soumettant des éléments de preuves que la police ou une autorité judiciaire n'a pas eu le temps ou les moyens de rechercher ou découvrir, et/ou en évaluant le préjudice financier.

Dans ce cas, il peut être amené à témoigner comme expert indépendant et impartial devant un tribunal. Il doit alors « prendre des mesures raisonnables pour communiquer au tribunal les informations, les hypothèses sur lesquelles son témoignage s’appuie, et toute limitation ayant une incidence sur son témoignage (...) se conformer à toutes les normes d’exercice de la juricomptabilité lorsqu’ils témoignent verbalement ou faire des mises en garde appropriées concernant toute limitation de leur capacité de respecter ces normes d’exercice ». Dans ce cas, les anglophones le dénomment aussi forensic auditor (vérificateur judiciaire) ou des ou investigative auditor (vérificateur d'enquête).

## Aspects éthiques
Comme dans bien d'autres métiers ayant trait aux normes, règles et droits, des questions éthiques et morales sont soulevés lors de l'exercice de ce métier, par exemple concernant la divulgation de l'identité du fraudeur, la protection des « divulgateurs » et lanceurs d'alerte (par exemple les États-Unis avec la Securities and Exchange Commission disposent maintenant d'un programme de protection et de récompense à l'intention des dénonciateurs de fraudes en matière de valeurs mobilières), la gestion d'éventuelles menaces, la poursuite en justice et la communication interne ou externe sur le tort fait par la fraude ou une confidentialité contractualisée..
Le fraudeur est a priori supposé mal intentionnée et l'autre partie bien intentionné, mais il peut arriver que les situations soient plus complexe que cela, ce que le juricomptable doit essayer d'appréhender via une bonne analyse du contexte (quand il y a accès).

## Métier, formation
Dans certains pays (Canada par exemple), des normes cadrent les compétences professionnelles, l'exécution de sa mission et les modalités de préparation de son rapport. Il existe encore peu d'ouvrages de langue française, mais certains présentent déjà les enjeux du professionnalisme pour la juricomptabilité . 

### Compétences
De manière générale, ce métier exige une parfaite connaissance du travail de comptable, une expertise en matière d’enquête, appuyée par un esprit d’investigation. 
Ceci implique un sens aigu de l'observation pour, par exemple, détecter des anomalies dans les données comptables, les droits d'accès, les métadonnées associées, ou pour détecter dans les écritures comptables des données apparemment anodines mais pouvant cacher une fraude ou modifier les états financiers. 
Ceci implique aussi « L’«esprit d’investigation» nécessite que l’on fasse preuve d’un certain degré de scepticisme dans l’identification, la recherche, l’analyse et l’évaluation des informations pertinentes par rapport à chaque mission, en étant conscient qu’elles sont susceptibles d’être biaisées, fausses ou incomplètes ». 
Selon la norme canadienne, le juricomptable doit pouvoir clairement justifier ses hypothèses et présenter ses arguments et rendre ses conclusions et constats de manière objective et impartiale après avoir identifié des différends (réels ou prévus), ou des « situations de risque, de soupçon ou d’allégation de fraude ou d’autres comportement s illégaux ou contraires à l’éthique ». Le juricomptable peut se spécialiser (par exemple pour les réclamations d'assurance, les réclamations pour blessures corporelles, des fraudes immobilières, la vérification des redevances ou l'informatique (voir ci-dessous).

### Compétence en informatique
Les comptables ont eux-mêmes promu le « bureau sans papier » (dématérialisation du travail). De nombreux logiciels de comptabilité sont apparus sur le marché depuis les années 1980, y compris pour le traitement statistique et divers types d'analyse complexes de données. 

Ils sont associés à des bases de données pouvant contenir des millions d'informations. 

Certains juricomptables se sont donc spécialisés dans la criminalité informatique, l'informatique judiciaire et l'investigation informatique (on les dit souvent criminalistique informatique) afin d'exploiter au mieux les disques durs, bases de données et depuis quelques années le « cloud ». 
Ils sont de plus en plus sollicités par les entreprises ou collectivités suspectant des fraudes. Ce serait même la spécialité qui croît le plus rapidement. 
Les outils permettant la fraude évoluent. La formation continue du juricomptable est donc nécessaire.

### Salaire
Les personnes employées en juricomptabilité aux États-Unis ont un salaire qui varie selon leur compétence et expérience, avec – selon les données disponibles – un salaire annuel moyen de 80 435 US dollars selon une enquête récente (sur la base de sondages) d'IBISWorld. Et selon cette enquête ces salaires devraient augmenter en raison de la forte demande pour ce créneau.

### Formations
Les formations existantes sont surtout dispensées aux États-Unis où cette discipline est la plus développée. 

Des universités américaines la délivrent à des juristes et/ou comptables en deuxième cycle en "juricomptabilité". 

C'est aussi une spécialisation possible des Comptables professionnels au Canada où l'ICCA a récemment recommandé que soit mise en place une « attestation de compétence » pour les « membres qui satisfont à des exigences précises de formation, d’examen et d’expérience admissible », dans le cadre d'une « stratégie nord-américaine en matière d’attestation de compétence, en collaboration avec l’American Institute of Certified Public Accountants (AICPA) » pour laquelle des pourparlers sont entamés.
Le juricomptable peut être amené à lui-même se faire conseiller par un juriste, notamment quand il travaille dans un autre pays que le sien.

## Lettre de mission
Elle est importante car cadrant le travail. 
Cette lettre de mission doit être claire et bien préciser les attendus et conditions et étapes de chaque mission et son périmètre, les moyens humains et financiers prévus (conditions de rémunération, la rémunération elle-même ne pouvant être fixée à l'avance quand l'étendue du travail d'audit et enquête n'est pas connu), les « limitations » du travail (dont quand un accès est refusé ou que l’information ne peut être obtenue ou fournie).

## Prospective et intérêt pour ce « nouveau » métier
Plusieurs grands scandales financiers américains (et pour la France de nombreuses affaires politico-financières) ont fait perdre beaucoup d'argent et d'emplois. Ils peuvent être à l'origine de crise graves (ex. : crise des subprimes). 
Le besoin de sécurisation juridique dans un contexte économique de crise (crise de 2008) et dans un contexte fiscal de plus en plus complexe et international semblent favorable au développement de ce métier. 
Une croissance annuelle de + 6,8 %/an est attendue de 2013 à 2017 selon un rapport d'IBISWorld. De grands scandales financiers (affaire Enron, WorldCom, d'Adelphia, de Global Crossing et de Tyco aux États-Unis par exemple ou Bre-X, Cinar, Livent et Nortel au Canada ou du Crédit lyonnais en France) ont montré que même dans des cabinets d'expertise économique et comptable, des fraudes importantes peuvent avoir lieu.
De plus, la demande sociale semble en faveur du développement d'un commerce éthique et de la responsabilité sociale et environnementale dans les sociétés, ainsi que de lutte contre la corruption, les paradis fiscaux et l'évasion fiscale. Ce contexte pourrait encourager le développement de ce métier.
Par exemple, au Canada, CPA Canada a offert des ressources et des outils aux comptables professionnels sur les obligations de déclaration concernant le blanchiment d'argent.

## Limites
Toutes les fraudes ne sont pas détectées ou élucidées. Parmi les limites figurent
– la complexité croissante des réseaux financiers et commerciaux ;
– la complexité croissante de la technique (informatique notamment) et de la fiscalité ;
– l'opacité des paradis fiscaux ;
– et parfois des conflits d'intérêts (quand un même auditeur ou son cabinet travaille aussi pour le fraudeur par exemple) ;
…
Ces limites sont étudiées par des chercheurs, notamment via l'analyse des grands scandales financiers de la fin du XXe siècle, afin de voir si la lutte contre la fraude peut être améliorée. HEC Montréal a par exemple créé une Chaire de gouvernance et de juricomptabilité  et l'université Paris-Dauphine offre un enseignement de master intitulé "Fraudes Controle Gouvernance" accrédité par l'Acfe. La recherche bénéficie de revues académiques spécialisées : ainsi du Journal of Forensic and Investigative Accounting. 